# Battaglia di Mudayyah
La battaglia di Muḍayyaḥ (in arabo معركة المضيح‎?, Maʿrakat al-Muḍayyaḥ) ebbe luogo dopo che Khālid ibn al-Walīd ebbe lasciato ʿAyn al-Tamr e Dumat al-Jandal, dove era giunto per prestare aiuto a ʿIyāḍ b. Ghanm che s'era trovato in difficoltà.

La corte sasanide credeva che Khālid fosse tornato in Arabia con la maggior parte del suo esercito. I Persiani decisero quindi di ributtare i musulmani nel deserto da cui erano venuti e recuperare i territori persi e il prestigio pesantemente intaccato. L'Impero sasanide aveva deciso di non affrontare più in battaglia Khālid, ma era pronto a combattere i musulmani in mancanza di Khālid ibn al-Walīd.

## Antefatti

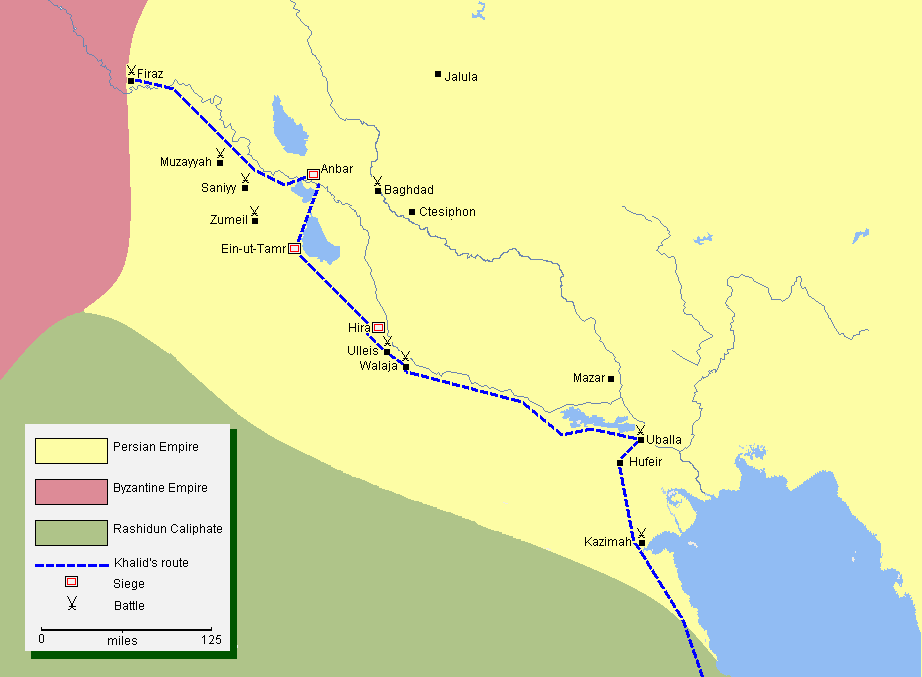
La campagna di Khalid ibn al-Walid in Iraq

Il generale sasanide Bahman aveva organizzato un nuovo esercito, in parte costituito dai sopravvissuti della battaglia di Ullays, in parte da veterani provenienti da guarnigioni presenti in altre parti dell'Impero, e in parte da nuove reclute. Con numerose persone non esperte, tale esercito era tuttavia non della medesima qualità bellica di quelli che avevano già combattuto i musulmani a sud dell'Eufrate. Bahman decise di non impegnare in battaglia questo esercito fin quando la sua potenza non fosse stata accresciuta dalla consistente forza di Arabi cristiani, rimasti leali all'Impero. Egli avviò quindi delle trattative con questi Arabi.

Gli Arabi cristiani risposero subito positivamente, desiderosi tra l'altro di vendicarsi della loro sconfitta a ʿAyn al-Tamr, della morte del loro capo ʿAqqa b. Qays al-Namarī (talora indicato come ʿAqqa ibn Abī ʿAqqa), delle uccisioni e della resa in schiavitù di molti di loro. Erano anche ansiosi di recuperare i loro territori, incamerati dalla Umma islamica, liberando i contribuli presi prigionieri dai musulmani.
Un gran numero di clan si apprestò ai preparativi di guerra e Bahman divise le forze persiane in due entità, facendole uscire da Ctesifonte. Una, sotto Rūzbeh, mosse su Ḥuṣaid, e l'altra, al comando di Zarmehr, mosse su al-Khanāfis. Al momento questi due tronconi d'esercito erano stanziati in due diverse aree per facilitare i movimenti e l'amministrazione, e non dovevano spostarsi da quelle località fintanto che gli Arabi cristiani non fossero stati pronti per lo scontro armato. Bahman aveva programmato di concentrare l'intero esercito imperiale e attendere l'attacco musulmano o marciare verso sud per scontrarsi coi musulmani ad al-Ḥīra.
Gli Arabi cristiani non erano però ancora pronti. Stavano organizzandosi in due gruppi: il primo sotto un capo chiamato Hudhayl ibn ʿImrān, si stava concentrando a Muḍayyaḥ; il secondo, sotto Rabīʿa ibn Bujayr al-Taghlibī, si radunava in due punti vicini tra loro, al-Thanī e Zumayl. Questi due raggruppamenti, appena pronti, si sarebbero congiunti coi Persiani e avrebbero formato un'unica grande e potente forza d'urto.
Questa era la situazione che accolse Khālid al suo arrivo, nella quarta settimana del mese di settembre 633. La situazione poteva conoscere uno sviluppo di proporzioni assai pericolose, ma solo in caso le quattro forze militari imperiali fossero riuscite a unirsi e ad assumere l'iniziativa contro al-Ḥīra.
Khālid decise di attaccare e distruggere ogni raggruppamento imperiale separatamente. Con questa strategia in mente, divise la guarnigione musulmana di al-Ḥīra in due corpi, al comando di uno dei quali egli pose Qaʿqāʿ b. ʿAmr e dell'altro Abū Layla b. Fadakī al-Saʿdī al-Tamīmī. Khālid li inviò ad ʿAyn al-Tamr dove si sarebbe unito a loro poco più tardi, dopo che le truppe che avevano combattuto a Dūmat al-Jandal si fossero opportunamente riposate.
Pochi giorni dopo l'intero esercito musulmano era concentrato ad ʿAyn al-Tamr, eccezion fatta per una piccola guarnigione lasciata a ʿIyāḍ b. Ghanm per controllare al-Ḥīra. La compagine era al momento organizzata su tre corpi, ognuno dei quali forte di circa 5 000 guerrieri, uno dei quali lasciato in riserva. Khālid inviò Qaʿqāʿ b. ʿAmr a Ḥuṣayd e Abū Layla a Khanāfis, con l'ordine di distruggere le forze persiane in quelle località. L'intenzione di Khālid era quella di combattere le due formazioni persiane il più rapidamente possibile e simultaneamente, così che nessuna di esse potesse sganciarsi mentre l'altra veniva fatta a pezzi. Ma ciò non si realizzò, dal momento che la marcia su Khanāfis era più lunga di quella su Ḥuṣayd e Abū Layla non riuscì a far procedere il suo corpo con la sufficiente velocità per ovviare alla maggiore distanza dell'altro corpo musulmano. Nel frattempo Khālid rimaneva con la riserva ad ʿAyn al-Tamr per difendersi contro qualsiasi movimento offensivo dei nemici da al-Thanī e Zumayl su al-Ḥīra. Qaʿqāʿ sconfiggeva i Persiani a Ḥuṣayd, e il rimanente dell'esercito musulmano si dirigeva su Khanāfis, mentre il comandante delle forze armate a Khanāfis, sentendo della vittoria dei musulmani a Ḥuṣayd, si ritirava con le sue forze a Muḍayyaḥ, congiungendosi con le forze degli Arabi cristiani.

## Manovra di Khālid
Gli altri obiettivi erano Muḍayyaḥ, al-Thanī e Zumayl. Khālid prescelse Muḍayyaḥ; gli altri erano obiettivi minori, cui si poteva provvedere più tardi senza eccessiva difficoltà. L'esatta locazione del campo imperiale fu individuato dalle spie di Khālid. Per far fronte a questo obiettivo, progettò una manovra che raramente è stata messa in atto nella storia, in quanto della massima difficoltà per controllare e coordinare un attacco simultaneo e convergente da tre direzioni: l'attacco notturno.

## Attacco
Khālid b. al-Walīd diramò gli ordini per mettersi in movimento. I tre corpi avrebbero marciato dalle loro posizioni di Ḥuṣayd, Khanāfis e ʿAyn al-Tamr lungo itinerari distinti e specificò che essi si dovessero ricongiungere in una data notte e a una data ora in una località a pochi chilometri da Muḍayyaḥ. Questo movimento si realizzò come era stato pianificato e i tre raggruppamenti si concentrarono nel luogo stabilito. Dettò il tempo dell'attacco e le tre specifiche direzioni che avrebbero dovuto seguire i guerrieri per piombare addosso al nemico, del tutto senza sospetti.

L'esercito imperiale capì che un attacco era imminente solo quando si accorse delle masse di guerrieri nemici che piombavano loro addosso. Nella confusione della notte, l'esercito imperiale perse completamente il controllo della situazione, Il terrore divenne lo stato d'animo predominante nel campo persiano, mentre i soldati che sfuggivano un corpo musulmano andavano a finire addosso a un altro corpo di Khālid.

Migliaia di loro furono massacrati, mentre i musulmani tentavano di annichilire il nemico, ma un gran numero di Persiani e di Arabi tuttavia riuscirono a fuggire, aiutati dal buio intenso che aveva nascosto l'attacco a sorpresa.

## Sviluppi
Dopo la battaglia, gli Arabi cristiani e i soldati persiani sopravvissuti si unirono alle forze arabe ad al-Thanī. Furono più tardi distrutti nella battaglia di al-Thanī e nella battaglia di Zumayl.